# Vukašin Zlatonosović
Vukašin Zlatonosović (en serbio: Вукашин Златоносовић; fallecido en 1430) fue un duque de la casa nobiliaria Zlatonosović, que gobernaba la tierra de Usora en el Reino de Bosnia.
En fuentes primarias, se le menciona por primera vez en 1399, como testigo en la carta del rey Esteban Ostoja. Tras la muerte de su hermano Vukmir, permaneció como el único representante de esta casa. Aunque pertenecía a la nobleza de segundo grado, en su época fue uno de los magnates más influyentes del Reino de Bosnia.
Cuando estalló un conflicto entre Radoslav Pavlović y la República de Dubrovnik en 1430, esta solicitó ayuda a Tvrtko II Kotromanić, quien respondió que debía consultar con el duque Vukašin Zlatonosović y el duque Sandalj Hranić. Hasta junio de 1430, se consideró que la inclusión de Vukašin en el conflicto sería beneficiosa. En otoño de ese mismo año, Dubrovnik cambió de postura y consideró que la inclusión de Vukašin en la alianza contra Radosav Pavlović tendría un efecto desfavorable, ya que el rey Tvrtko II se opondría.
A mediados de noviembre de 1430, estallaron las hostilidades entre el rey y el duque Vukašin. El rey inició su campaña contra los Zlatonosović.
Así, el 22 de noviembre de 1430, llegó una carta de Dubrovnik a Sandalj Hranić expresando su pesar "por el incidente ocurrido a Vukašin Zlatonosović", y sobre la cual los habitantes de Dubrovnik fueron informados a través de embajadores y comerciantes.
Los historiadores de la Bosnia medieval creen que los Zlatonosović fueron completamente aniquilados en el conflicto con el rey Tvrtko II en 1430.